# Trichosurus johnstonii
Trichosurus johnstonii е вид бозайник от семейство Лазещи торбести (Phalangeridae).

## Разпространение
Видът е разпространен в тропическите гори на Куинсланд, в североизточна Австралия.